# Georges Florentin Pruvôt

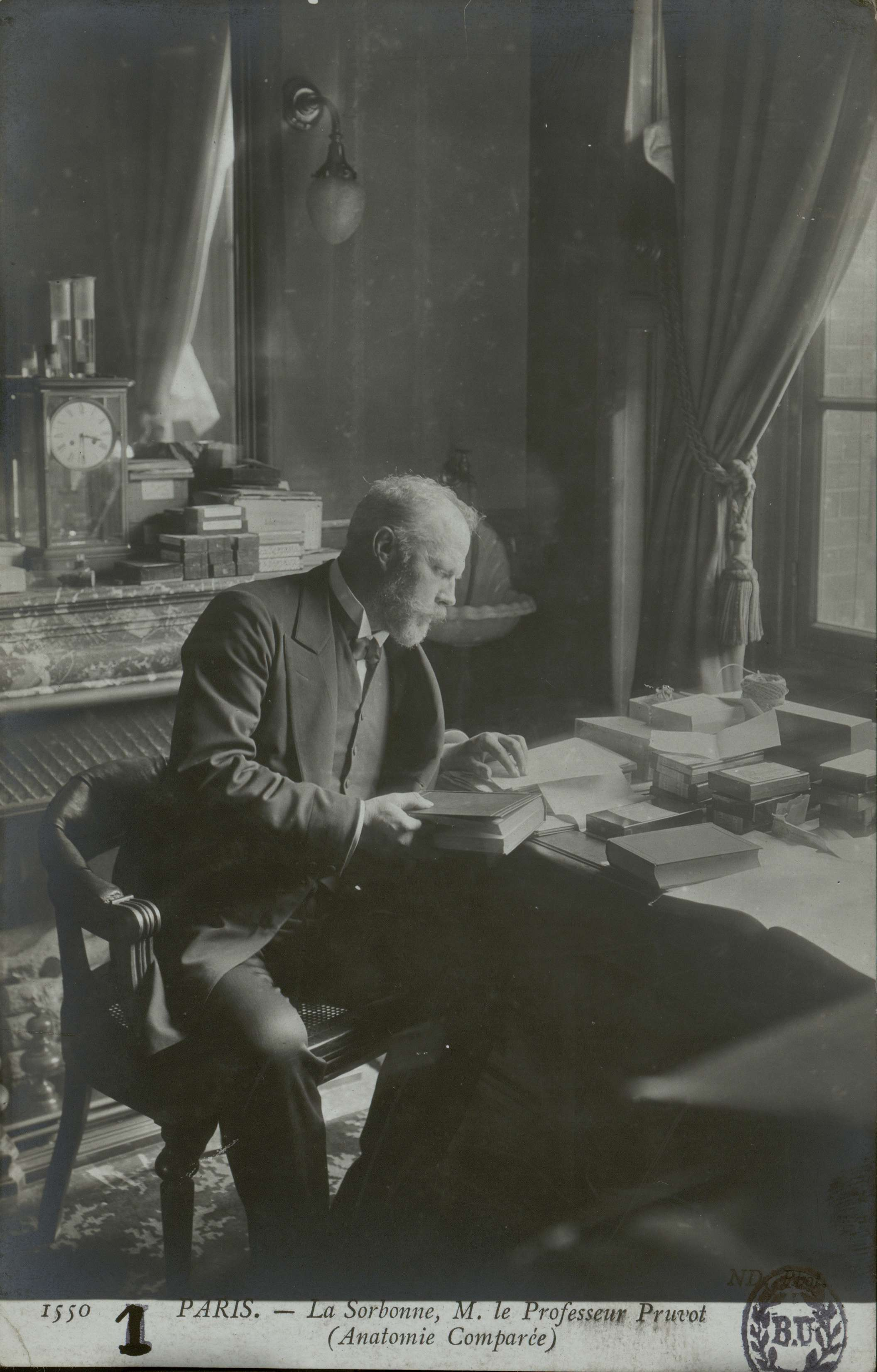
Georges Florentin Pruvôt

Georges Florentin Pruvôt (* 11. April 1852 in Saint-Amand-Montrond; † 15. Oktober 1924 in Paris) war ein französischer Mediziner und Zoologe.

## Leben
Pruvôt studierte in Paris zunächst Humanmedizin, wo er sein Diplom und seinen Doktor der Medizin 1882 erhielt. Er wurde Assistent an der Universität Paris (faculté des sciences de Paris) und vom folgenden Jahr an Mitarbeiter der Biologischen Station Roscoff. Im Jahr 1885 promovierte er mit einer Arbeit über die Morphologie des Nervensystems der Polychaeten Recherches anatomiques et morphologiques sur le système nerveux des annélides polychètes, wurde dann 1885 Dozent an der Fakultät von Paris, und anschließend ab 1892 an der Universität Grenoble und arbeitete dort im folgenden Jahr als Hochschullehrer.
1898 verließ er Grenoble und ging wieder nach Paris, um die Verantwortung für einen Kurs der vergleichenden Anatomie zu übernehmen. Im Jahr 1900 wurde er Direktor der Station Banyuls-sur-Mer. Er heiratete 1908 die französische Zoologin und Malakologin Alice Pruvot-Fol. Das Paar hatte zwei Söhne und eine Tochter. 1922 zog er sich aus der aktiven Hochschultätigkeit zurück.

## Schriften
- 1886: Vers et arthropodes. Paris.
- 1885: Recherches anatomiques et morphologiques sur le systeme nerveux des Annelides polychetes. Arch. zool. exp. gen. Paris (2) 3:211–336.
- 1895: Coup d'oeil sur la distribution generale des invertebres daps Ia region de Banyuls (Golfe de Lion).Arch. zool. exp. gen. Paris (3) 3: 629–658.
- 1930: Annelides polychetes de Nouvelle-Calidonie recueillies par M. Frangois (Edited and issued by P.Fauvel). Arch. zool. exp. gen. Paris 70: 1–94.